# Частотно-регулируемый привод

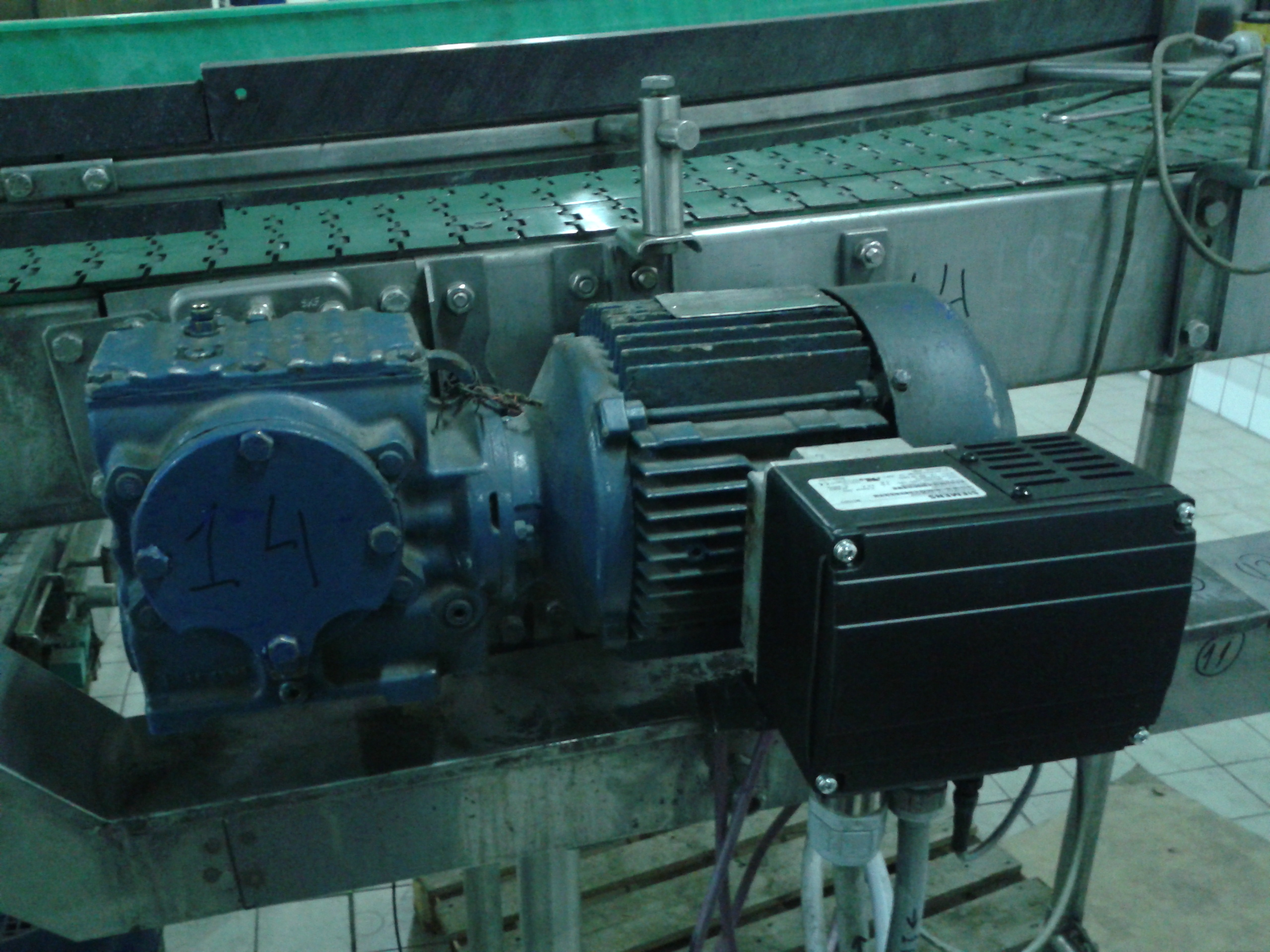
Частотно-регулируемый привод конвейерной линии

Частотно-регулируемый привод (частотно-управляемый привод, ЧУП, Variable Frequency Drive, VFD) — система управления частотой вращения ротора асинхронного (или синхронного) электродвигателя. Состоит из собственно электродвигателя и частотного преобразователя.
Частотный преобразователь (преобразователь частоты) — это устройство, состоящее из выпрямителя (моста постоянного тока), преобразующего переменный ток промышленной частоты в постоянный, и инвертора (преобразователя) (чаще с ШИМ), преобразующего постоянный ток в переменный требуемых частоты, амплитуды и формы. Выходные тиристоры (GTO) или транзисторы IGBT или MOSFET обеспечивают необходимый ток для питания электродвигателя. Для исключения перегрузки преобразователя при большой длине фидера между преобразователем и фидером ставят дроссели, а для уменьшения электромагнитных помех — EMC-фильтр.
При скалярном управлении формируются гармонические токи фаз двигателя.
Векторное управление — метод управления синхронными и асинхронными двигателями, не только формирующий гармонические токи (напряжения) фаз, но и обеспечивающий управление магнитным потоком ротора (моментом на валу двигателя).

## Принципы построения частотного преобразователя

### С непосредственной связью
В преобразователях с непосредственной связью частотный преобразователь представляет собой управляемый выпрямитель. Система управления поочерёдно отпирает группы тиристоров и подключает статорные обмотки двигателя к питающей сети. Таким образом, выходное напряжение преобразователя формируется из «вырезанных» участков синусоид входного напряжения. Частота выходного напряжения не может быть равна или выше частоты питающей сети. Она находится в диапазоне от 0 до 30 Гц. Как следствие — малый диапазон управления частотой вращения двигателя (не более 1 : 10). Это ограничение не позволяет применять такие преобразователи в современных частотно регулируемых приводах с широким диапазоном регулирования технологических параметров.
Использование незапираемых тиристоров требует относительно сложных систем управления, которые увеличивают стоимость преобразователя. «Резаная» синусоида на выходе преобразователя с непосредственной связью является источником высших гармоник, которые вызывают дополнительные потери в электрическом двигателе, перегрев электрической машины, снижение момента, очень сильные помехи в питающей сети. Применение компенсирующих устройств приводит к повышению стоимости, массы, габаритов, понижению КПД системы в целом.

### С явно выраженным промежуточным звеном постоянного тока
Наиболее широкое применение в современных частотно-регулируемых приводах находят преобразователи с явно выраженным звеном постоянного тока. В преобразователях этого класса используется двойное преобразование электрической энергии: входное синусоидальное напряжение выпрямляется в выпрямителе, фильтруется фильтром, а затем вновь преобразуется инвертором в переменное напряжение изменяемой частоты и амплитуды. Двойное преобразование энергии приводит к снижению КПД и к некоторому ухудшению массогабаритных показателей по отношению к преобразователям с непосредственной связью.

## Применение ЧРП
ЧРП применяются в:
- судовом электроприводе большой мощности
- прокатных станах (синхронная работа клетей)
- высокооборотном приводе вакуумных турбомолекулярных насосов (до 100 000 об/мин.)
- конвейерных системах
- резательных автоматах
- станках с ЧПУ — синхронизация движения сразу нескольких осей (до 32 — например в полиграфическом или упаковывающем оборудовании) (сервоприводы)
- автоматически открывающихся дверях
- мешалках, насосах, вентиляторах, компрессорах
- стиральных машинах
- бытовых инверторных сплит-системах
- на электротранспорте: электровозах, электропоездах, трамваях и троллейбусах
  - В транспортном моделизме подвидом ЧРП является электронный регулятор хода
- в текстильной промышленности (для поддержания постоянной скорости и натяжения ткани между различными узлами машины)
- в системах позиционирования
- в системах пневмопочты (для плавного старта и торможения капсулы, например, с пробами крови в медицинских учреждениях)

Наибольший экономический эффект даёт применение ЧРП в системах вентиляции, кондиционирования и водоснабжения, где применение ЧРП стало фактически стандартом.

### Преимущества применения ЧРП
- Высокая точность регулирования
- Широкий диапазон регулирования асинхронного двигателя
- Экономия электроэнергии в случае переменной нагрузки (то есть работы эл. двигателя с неполной нагрузкой)
- Равный максимальному пусковой момент
- Возможность удалённой диагностики привода по промышленной сети
- Распознавание выпадения фазы для входной и выходной цепей
- Учёт моточасов
- Повышенный ресурс оборудования
- Уменьшение гидравлического сопротивления трубопровода из-за отсутствия регулирующего клапана
- Плавный пуск двигателя, что значительно уменьшает его износ
- ЧРП как правило содержит в себе ПИД-регулятор и может подключаться напрямую к датчику регулируемой величины (например, давления).
- Управляемое торможение и автоматический перезапуск при пропадании сетевого напряжения
- Подхват вращающегося электродвигателя
- Стабилизация скорости вращения при изменении нагрузки
- Значительное снижение акустического шума электродвигателя, (при использовании функции «Мягкая ШИМ»)
- Дополнительная экономия электроэнергии от оптимизации возбуждения эл. двигателя
- Позволяют заменить собой автоматический выключатель

### Недостатки применения ЧРП
- Большинство моделей ЧРП являются источником помех
- Сравнительно высокая стоимость для ЧРП большой мощности (окупаемость минимум 1-2 года)
- Старение конденсаторов главной цепи

### Применение преобразователей частоты на насосных станциях
Классический метод управления подачей насосных установок предполагает дросселирование напорных линий и регулирование количества работающих агрегатов по какому-либо техническому параметру (например, давлению в трубопроводе). Насосные агрегаты в этом случае выбираются исходя из неких расчётных характеристик (как правило, с запасом по производительности) и постоянно функционируют с постоянной частотой вращения, без учёта изменяющихся расходов, вызванных переменным водопотреблением. При минимальном расходе насосы продолжают работу с постоянной частотой вращения. Так, к примеру, происходит в ночное время суток, когда потребление воды резко падает. Основной экономический эффект применения частотно-регулируемых приводов достигается не за счет экономии электроэнергии, а благодаря существенному уменьшению расходов на ремонт водопроводных сетей.
Появление регулируемого электропривода позволило поддерживать постоянное давление непосредственно у потребителя. Широкое применение в мировой практике получил частотно регулируемый электропривод с асинхронным электродвигателем общепромышленного назначения. В результате адаптации общепромышленных асинхронных двигателей к их условиям эксплуатации в управляемых электроприводах создаются специальные регулируемые асинхронные двигатели с более высокими энергетическими и массогабаритностоимостными показателями по сравнению с неадаптированными. Частотное регулирование скорости вращения вала асинхронного двигателя осуществляется с помощью электронного устройства, которое принято называть частотным преобразователем. Вышеуказанный эффект достигается путём изменения частоты и амплитуды трёхфазного напряжения, поступающего на электродвигатель. Таким образом, меняя параметры питающего напряжения (частотное управление), можно делать скорость вращения двигателя как ниже, так и выше номинальной. Во второй зоне (частота выше номинальной) максимальный момент на валу обратно пропорционален скорости вращения.
Метод преобразования частоты основывается на следующем принципе. Как правило, частота промышленной сети составляет 50 Гц. Для примера возьмём насос с двухполюсным электродвигателем. С учётом скольжения скорость вращения двигателя составляет около 2800 (зависит от мощности) оборотов в минуту и даёт на выходе насосного агрегата номинальный напор и производительность (так как это его номинальные параметры, согласно паспорту). Если с помощью частотного преобразователя понизить частоту и амплитуду подаваемого на него переменного напряжения, то соответственно понизятся скорость вращения двигателя, и, следовательно, изменится производительность насосного агрегата. Информация о давлении в сети поступает в блок частотного преобразователя от специального датчика давления, установленного у потребителя, на основании этих данных преобразователь соответствующим образом меняет частоту, подаваемую на двигатель.
Современный преобразователь частоты имеет компактное исполнение, пыле- и влагозащищённый корпус, удобный интерфейс, что позволяет применять его в самых сложных условиях и проблемных средах. Диапазон мощности весьма широк и составляет от 0,18 до 630 кВт и более при стандартном питании 220/380 В и 50-60 Гц.
Практика показывает, что применение частотных преобразователей на насосных станциях позволяет:
- экономить электроэнергию (при существенных изменениях расхода), регулируя мощность электропривода в зависимости от реального водопотребления (эффект экономии 20 %);
- снизить расход воды, за счёт сокращения утечек при превышении давления в магистрали, когда расход водопотребления в действительности мал (в среднем на 5 %);
- уменьшить расходы (основной экономический эффект) на аварийные ремонты оборудования (всей инфраструктуры подачи воды за счет резкого уменьшения числа аварийных ситуаций, вызванных в частности гидравлическим ударом, который нередко случается в случае использования нерегулируемого электропривода (доказано, что ресурс службы оборудования повышается минимум в 1,5 раза);
- достичь определённой экономии тепла в системах горячего водоснабжения за счёт снижения потерь воды, несущей тепло;
- увеличить напор выше обычного в случае необходимости;
- комплексно автоматизировать систему водоснабжения, тем самым снижая фонд заработной платы обслуживающего и дежурного персонала, и исключить влияние «человеческого фактора» на работу системы, что тоже немаловажно.

По имеющимся данным срок окупаемости проекта по внедрению преобразователей частоты составляет от 3 месяцев до 2 лет.

### Система позиционирования с помощью ЧРП
С помощью современных ЧРП можно осуществлять контроль положения таких механизмов, как высокоточные обрабатывающие станки, сборочные столы, конвейерные системы, поворотные столы, складском оборудовании. Таким образом, становятся не нужны шаговые двигатели и дорогие сервоприводы с дополнительным контроллером. Весь функционал позиционирования конфигурируется в настройках ЧРП. Самые основные возможности позиционирования это: переход по заданным позициям, поворот на заданный угол, остановка в заданном положении и блокировка вращения. При этом в отличие от маломощных шаговых двигателей и сервоприводов появляется возможность позиционирования действительно крупными механизмами с двигателями большой мощности до 315 кВт.

## Потери энергии при торможении двигателя

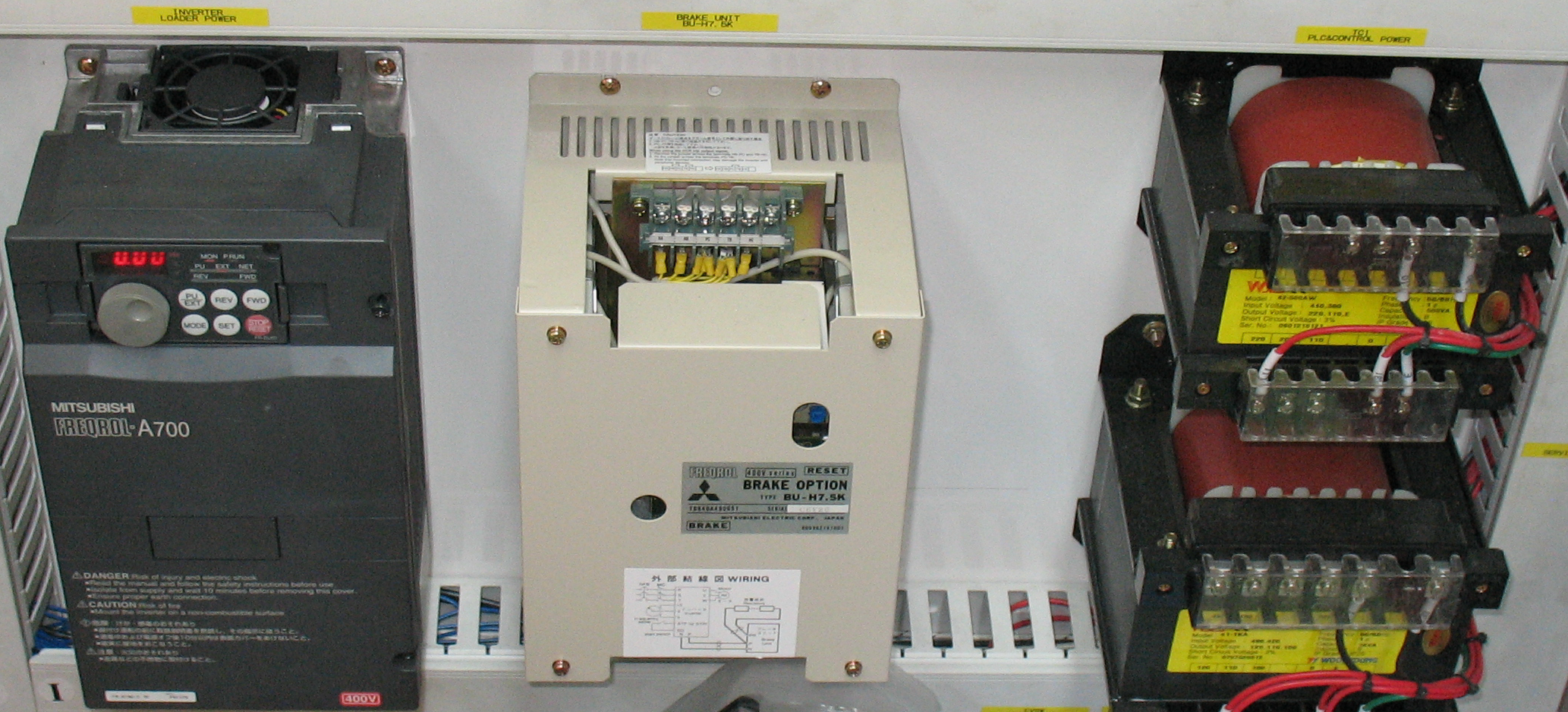
Привод MITSUBISHI, с тормозным резистором и дросселями

Во многих установках на регулируемый электропривод возлагаются задачи не только плавного регулирования момента и скорости вращения электродвигателя, но и задачи замедления и торможения элементов установки. Классическим решением такой задачи является система привода с асинхронным двигателем с преобразователем частоты, оснащённым тормозным переключателем с тормозным резистором.
При этом в режиме замедления/торможения электродвигатель работает как генератор, преобразуя механическую энергию в электрическую, которая в итоге рассеивается на тормозном резисторе. Типичными установками, в которых циклы разгона чередуются с циклами замедления являются тяговый привод электротранспорта, подъёмники, лифты, центрифуги, намоточные машины и т. п. Функция электрического торможения вначале появилась на приводе постоянного тока (например, троллейбус). В конце XX века появились преобразователи частоты со встроенным рекуператором, которые позволяют возвращать энергию, полученную от двигателя, работающего в режиме торможения, обратно в сеть. В этом случае, установка начинает «приносить деньги» фактически сразу после ввода в эксплуатацию.